# Stepań (gmina)
Stepań – dawna gmina wiejska istniejąca w Polsce do 1939 roku w woj. wołyńskim,  (obecnie na Ukrainie). Siedzibą gminy był Stepań.
W okresie międzywojennym gmina Stepań należała do powiatu rówieńskiego w woj. wołyńskim. 1 stycznia 1925 roku gmina weszła w skład nowo utworzonego powiatu kostopolskiego. 1 lipca 1926 część obszaru gminy Stepań (kolonie Ost i Folwark) została przyłączona do gminy Niemowicze w powiecie sarneńskim w woj. poleskim.
Według stanu z dnia 4 stycznia 1936 roku gmina składała się z 24 gromad. Po wojnie obszar gminy Stepań wszedł w struktury administracyjne Związku Radzieckiego.